# Céline Frisch
Celine Frisch (Marsiglia, 1974) è una clavicembalista francese.
Ha iniziato a suonare il clavicembalo all'età di sei anni ed ha intrapreso gli studi presso il conservatorio di Aix-en-Provence.
Dopo aver vinto numerosi premi, ha fondato nel 1998 con Pablo Valetti l'orchestra Café Zimmermann e si esibisce come solista ed in concerto sia in Francia sia all'estero.
Le sue incisioni sono principalmente dedicate a Bach e sono state accolte con grande favore dalla critica, ricevendo premi anche dalla stampa specializzata. La sua registrazione delle Variazioni Goldberg ha ricevuto il Diapason d'oro dell'anno e lo "Choc de l'année du Monde de la Musique".